# Violet Clifton
Violet Mary Beauclerk, coniugata Clifton (Roma, 2 novembre 1883 – Lytham St Annes, 20 novembre 1961) è stata una scrittrice britannica.

## Biografia
Discendente di Charles Beauclerk, I duca di St. Albans (figlio illegittimo di Carlo II d'Inghilterra e Nell Gwyn), sposò l'esploratore John Talbot Clifton a Londra nel 1908.
Rimasta vedova nel 1928, scrisse una biografia del marito, The Book of Talbot, che le valse il plauso di W.H. Auden e la vittoria del James Tait Black Memorial Prize nel 1933. Nel 1935 il critico letterario Nevill Coghill l'avrebbe candidata al Premio Nobel per la letteratura. 
Morì nella tenuta della famiglia del marito a Lyntham St Annes nel 1961 all'età di settantotto anni.

## Opere
- (EN) Pilgrims to the Isles of Penance: Orchid Gathering in the East, Londra, John Long, 1911.
- (EN) Islands of Queen Wilhelmina, Londra, Constable and Co., 1927.
- (EN) The Book of Talbot, Londra, Faber & Faber, 1933.
- (EN) Sanctity: A Play, Londra, Sheed & Ward, 1934.
- (EN) Charister, Londra, Hague and Gill, 1938.
- (EN) Seven Poems, Londra, Sheed & Ward, 1940.
- (EN) Marymas and Other Poems, Milngavie, Kennels Press, 1956.